# ستيف تايلور (مغني)
ستيف تايلور (بالإنجليزية: Steve Taylor)‏ هو منتج أفلام ومغني وكاتب أغاني أمريكي، ولد في 9 ديسمبر 1957 في براولي في الولايات المتحدة.

## وصلات خارجية
- ستيف تايلور على موقع IMDb (الإنجليزية)
- ستيف تايلور على موقع ميوزك برينز (الإنجليزية)
- ستيف تايلور على موقع ديسكوغز (الإنجليزية)
- ستيف تايلور على موقع قاعدة بيانات الفيلم (الإنجليزية)